# Chce się żyć
Chce się żyć – polski dramat filmowy z 2013 w reżyserii Macieja Pieprzycy, nakręcony na podstawie autorskiego scenariusza i z Dawidem Ogrodnikiem w głównej roli. 
Tematem filmu, luźno opartego na prawdziwych wydarzeniach, jest historia młodzieńca cierpiącego na porażenie mózgowe (podwójna rola Kamila Tkacza i Dawida Ogrodnika), walczącego o własną godność pomimo braku akceptacji ze strony otoczenia. 
Film Pieprzycy został pozytywnie przyjęty przez większość krytyków i był wielokrotnie nagradzany, między innymi Grand Prix Festiwalu Filmowego w Montrealu, Srebrnymi Lwami dla Pieprzycy na Festiwalu Polskich Filmów Fabularnych oraz czterema Orłami: za scenariusz (dla Pieprzycy), najlepszą główną rolę męską (dla Ogrodnika) oraz za role drugoplanowe Anny Nehrebeckiej i Arkadiusza Jakubika.

## Opis fabuły
Bohaterem filmu jest Mateusz Rosiński, chłopiec cierpiący na dziecięce porażenie mózgowe. Lekarze wprost mówią jego rodzicom, Zofii i Pawłowi, że nie ma on szans na rehabilitację i nazywają go „rośliną”. Mimo to rodzice chłopca wierzą, że choć chłopiec nie jest w stanie się z nimi komunikować, pozostaje sprawny intelektualnie. Mateusz jest otaczany troską i miłością, choć los nie jest dlań łaskawy: ojciec tragicznie ginie podczas próby zapalenia fajerwerków, a matka z przyczyny pogarszającego się stanu zdrowia przekazuje Mateusza do specjalistycznego ośrodka. Z dala od bliskich młodzieniec walczy o godność. Jego sytuacja zmienia się, kiedy do placówki trafia młoda wolontariuszka Magda, która jako jedyna nie traktuje go przedmiotowo. On sam przyciąga uwagę lekarki Joli, która pracuje nad eksperymentalnymi metodami leczenia i stopniowo nawiązuje z nim kontakt, odczytując jego myśli za pomocą jego mrugnięć.

## Obsada

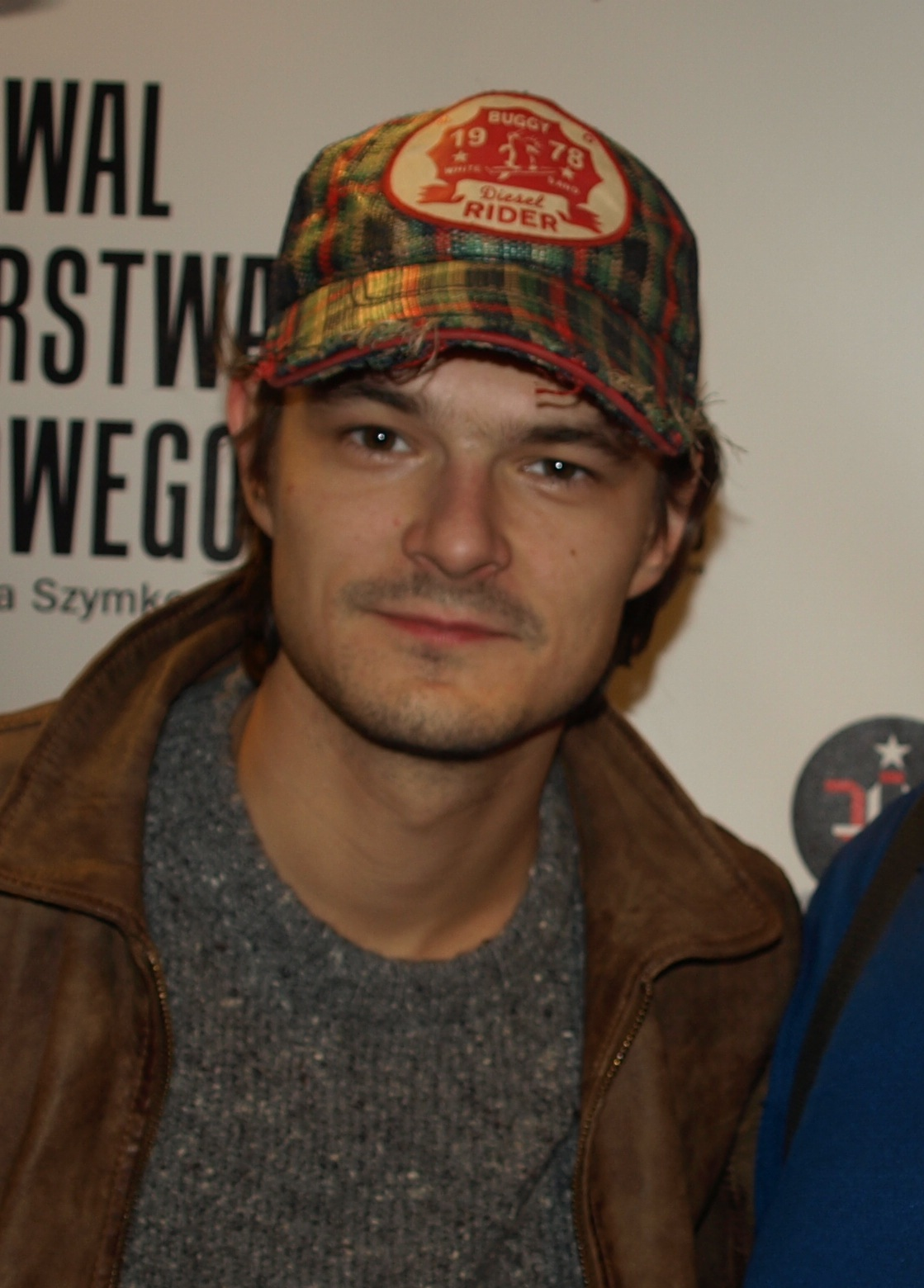
Dawid Ogrodnik, odtwórca roli Rosińskiego (2013)

Źródło: Internetowa Baza Filmu Polskiego

- Dawid Ogrodnik (Mateusz Rosiński)
- Kamil Tkacz (Mateusz Rosiński w dzieciństwie)
- Dorota Kolak (Zofia Rosińska, matka Mateusza)
- Arkadiusz Jakubik (Paweł Rosiński, ojciec Mateusza)
- Anna Nehrebecka (pani Jola, nauczycielka języka Blissa)
- Katarzyna Zawadzka (Magda)
- Helena Sujecka (Matylda Rosińska, siostra Mateusza)
- Mikołaj Roznerski (Tomek Rosiński, brat Mateusza)
- Tymoteusz Marciniak (Tomek Rosiński, brat Mateusza w dzieciństwie)
- Anna Karczmarczyk-Litwin (Anka)
- Grzegorz Mielczarek (Krzysztof, wychowawca w ośrodku)
- Mirosław Kotowicz (pielęgniarz w ośrodku)
- Anita Poddębniak (starsza opiekunka w ośrodku)
- Monika Chomicka (Lila, pokojowa w ośrodku)
- Milena Lisiecka (Mirka, pokojowa w ośrodku)
- Ewa Serwa (Madejska, dyrektorka ośrodka)
- Piotr Leśniak (Piotrek, kolega Mateusza w ośrodku)
- Gabriela Muskała (lekarka)
- Janusz Chabior („Łysy”)
- Witold Wieliński (dzielnicowy Talarczyk, sąsiad Rosińskich)
- Julia Balsewicz (dziennikarka Ewa)
- Dariusz Chojnacki (Adam, mąż Matyldy)
- Krzysztof Ogłoza (ksiądz w ośrodku)
- Lech Dyblik (uzdrowiciel)
- Agnieszka Kotlarska (matka Anki)
- Marek Kalita (ojciec Magdy)
- Teresa Iwko (Wanda, macocha Magdy)
- Eliza Borowska (lekarka w ośrodku)
- Jadwiga Wianecka (wychowawczyni w ośrodku)
- Marta Półtorak (wychowawczyni w ośrodku)
- Piotr Trojan (Marek, współlokator Mateusza w ośrodku)
- Piotr Żurawski (Leszek, współlokator Mateusza w ośrodku)
- Dagmara Bąk (wolontariuszka)
- Igor Wilewski-Sobczyk (Kuba, syn Matyldy)
- Przemysław Chrzanowski (występuje w roli samego siebie, w scenach pokazywanych obok napisów końcowych filmu)
- Bernadeta Komiago (klientka; w napisach imię: Bernadeta)
- Karolina Kamińska
- Iwona Sitkowska (pensjonariuszka ośrodka w kasku)
- Małgorzata Moskalewicz (dziewczyna Tomka)
- Jarosław Stypa (pielęgniarz)
- Andrzej Wronowski
- Jerzy Matałowski (inspektor, przewodniczący komisji)
- Grażyna Budzińska
- Ada Kołodziejczyk (córka Matyldy)
- podopieczni i opiekunowie Domu Pomocy Społecznej „Na Przedwiośniu”

### Obsada dubbingu
- Wojciech Solarz (głos Mateusza)

## Produkcja

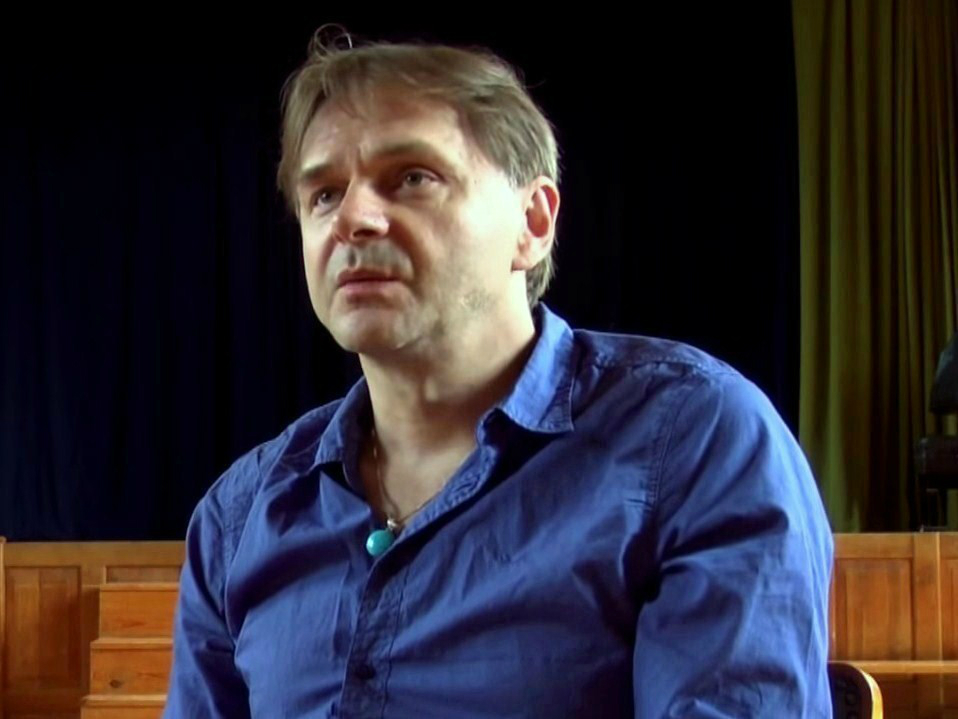
Maciej Pieprzyca, reżyser filmu

Za produkcję Chce się żyć odpowiedzialne było Studio Filmowe „Tramway” pod przewodnictwem Wiesława Łysakowskiego. Reżyser Maciej Pieprzyca zaczerpnął inspirację dla swego filmu z dokumentu Jak motyl autorstwa Ewy Pięty, gdzie przedstawiona została podobna historia. Po śmierci Pięty Pieprzyca, jako jej przyjaciel z czasów studenckich, postanowił nakręcić podobny film w hołdzie dla dokumentalistki. W świetle informacji opublikowanych po premierze filmu w reportażu w „Super Expressie”, pierwowzorem Mateusza Rosińskiego (przedstawionym też w filmie Pięty) był Przemek Chrzanowski, którego tragiczny los uległ w filmie uładzeniu.
Po pewnych wahaniach do roli Rosińskiego Pieprzyca zaangażował Dawida Ogrodnika, który miał za sobą występ w filmie Jesteś Bogiem. Aktor na potrzeby nowej roli schudł 10 kg, ćwicząc ruchy ciała pod nadzorem (między innymi) mistrza pantomimy Bartłomieja Ostapczuka. W roli matki Mateusza obsadzono Dorotę Kolak, natomiast jego ojca odegrał Arkadiusz Jakubik. Operatorem zdjęć do filmu został Paweł Dyllus, odpowiedzialny za skromne, statyczne ujęcia, które nie odwracały uwagi od gry aktorów. Zdjęcia do filmu zrealizowano w Katowicach i Chorzowie. Muzykę do filmu skomponował Bartosz Chajdecki. W Chce się żyć wykorzystano także utwór „Miłość wciąż pragnie żyć” (muzyka: Roch Poliszczuk, Jerzy Runowski, słowa Roch Poliszczuk).
Łączny budżet Chce się żyć, dzięki dofinansowaniu filmu przez koproducenta Silesia Film oraz Polski Instytut Sztuki Filmowej, wyniósł 3 033 007 złotych. Premiera filmu odbyła się 11 października 2013 roku.

## Odbiór

### Frekwencja kinowa
Według szacunków Polskiego Instytutu Sztuki Filmowej Chce się żyć obejrzało w kinach 308 364 widzów, co umiejscawiało film Pieprzycy na 9. miejscu na liście najczęściej oglądanych polskich filmów 2013 roku. Zdaniem portalu Box Office Mojo szacowany dochód z międzynarodowej dystrybucji filmu wyniósł 1 438 531 dolarów.

### Recepcja krytyczna
Film Chce się żyć był na ogół pozytywnie odbierany przez krytyków. Łukasz Muszyński z portalu Filmweb pisał, że „Pieprzyca przygląda się światu niepełnosprawnych bez fałszywej litości i roztkliwiania się. Mówi o rzeczach ważnych […] przez pryzmat przyziemnych zdarzeń i wyzwań […]. Nie boi się też stawiać niewygodnych pytań (np. o życie erotyczne osób upośledzonych)”. Grzegorz Fortuna w recenzji dla portalu Film.org.pl doceniał odtwórców roli Rosińskiego: „Odgrywający główną rolę Dawid Ogrodnik […] jest po prostu niesamowity, a wcielający się w małoletniego Mateusza Kamil Tkacz dotrzymuje mu kroku”. Janusz Wróblewski z „Polityki” pisał, że „zaskakuje lekkość, z jaką ta przygnębiająca, oparta na faktach, a przez to oszałamiająco wzruszająca historia została sfilmowana”. Wróblewski, porównując film Pieprzycy na korzyść z ponurym oscarowym dziełem Juliena Schnabla Motyl i skafander (2007), dostrzegał w Chce się żyć „odwrotną metamorfozę: z piekła wykluczenia do raju, jakim jest odzyskanie godności po 26 latach uznawania za roślinę”. Dagmara Romanowska na łamach portalu Onet.pl przekonywała, że film Pieprzycy „balansuje po bardzo cienkiej linie, ale cały czas utrzymuje równowagę pomiędzy tragizmem i komizmem, beznadzieją i siłą, prostotą formy i ciężarem poruszanych kwestii, uniwersalizmem i konkretnym przypadkiem”.
W bardziej krytycznej recenzji dla „Dziennika Gazety Prawnej” Piotr Czerkawski stwierdził, że „w swoich wysiłkach Pieprzyca zapomina, że nie da się być jednocześnie zabawnym jak Hrabal i nachalnym niczym Elżbieta Jaworowicz”. Zdaniem Czerkawskiego Chce się żyć to film, „którego intelektualna ambicja ogranicza się do uzasadnienia komunału zawartego w tytule”, a w którym mimo niemożności komunikacji Mateusza z otoczeniem „reżyser wielkodusznie udziela nam dostępu do umysłu bohatera”.

## Nagrody i wyróżnienia
| Rok  | Festiwal                                                                                | Nagroda                                                                | Odbiorca                | Wynik     |
| ---- | --------------------------------------------------------------------------------------- | ---------------------------------------------------------------------- | ----------------------- | --------- |
| 2013 | Festiwal Filmowy w Montrealu                                                            | Grand Prix                                                             | Maciej Pieprzyca        | Wygrana   |
| 2013 | Festiwal Filmowy w Montrealu                                                            | Nagroda Publiczności                                                   | Maciej Pieprzyca        | Wygrana   |
| 2013 | Festiwal Filmowy w Montrealu                                                            | Nagroda Jury Ekumenicznego                                             | Maciej Pieprzyca        | Wygrana   |
| 2013 | Festiwal Polskich Filmów Fabularnych                                                    | Srebrne Lwy                                                            | Maciej Pieprzyca        | Wygrana   |
| 2013 | Festiwal Polskich Filmów Fabularnych                                                    | Złoty Klakier                                                          | Maciej Pieprzyca        | Wygrana   |
| 2013 | Festiwal Polskich Filmów Fabularnych                                                    | Kryształowa Gwiazda Elle                                               | Maciej Pieprzyca        | Wygrana   |
| 2013 | Międzynarodowy Festiwal Filmowy w Chicago                                               | Srebrny Hugo                                                           | Maciej Pieprzyca        | Wygrana   |
| 2013 | Festiwal Aktorstwa Filmowego im. Tadeusza Szymkowa we Wrocławiu                         | Złoty Szczeniak                                                        | Dawid Ogrodnik          | Wygrana   |
| 2013 | Międzynarodowy Festiwal Filmowy "Tofifest" w Toruniu                                    | Złoty Anioł                                                            | Maciej Pieprzyca        | Wygrana   |
| 2013 | Festiwal Filmu Polskiego w Ameryce                                                      | Złote Zęby                                                             | Maciej Pieprzyca        | Wygrana   |
| 2014 | Paszport "Polityki"                                                                     | Nagroda w kategorii: film                                              | Dawid Ogrodnik          | Wygrana   |
| 2014 | Polskie Nagrody Filmowe                                                                 | Orzeł za najlepszy scenariusz                                          | Maciej Pieprzyca        | Wygrana   |
| 2014 | Polskie Nagrody Filmowe                                                                 | Orzeł za najlepszą główną rolę męską                                   | Dawid Ogrodnik          | Wygrana   |
| 2014 | Polskie Nagrody Filmowe                                                                 | Orzeł za najlepszą drugoplanową rolę żeńską                            | Anna Nehrebecka         | Wygrana   |
| 2014 | Polskie Nagrody Filmowe                                                                 | Orzeł za najlepszą drugoplanową rolę męską                             | Arkadiusz Jakubik       | Wygrana   |
| 2014 | Polskie Nagrody Filmowe                                                                 | Orzeł za najlepszy film                                                | Maciej Pieprzyca        | Nominacja |
| 2014 | Polskie Nagrody Filmowe                                                                 | Orzeł za najlepszą reżyserię                                           | Maciej Pieprzyca        | Nominacja |
| 2014 | Polskie Nagrody Filmowe                                                                 | Orzeł za najlepszy montaż                                              | Krzysztof Szpetmański   | Nominacja |
| 2014 | Stowarzyszenie Autorów Zdjęć Filmowych                                                  | Nagroda PSC                                                            | Paweł Dyllus            | Nominacja |
| 2014 | Ogólnopolski Festiwal Sztuki Filmowej "Prowincjonalia"                                  | "Jańcio Wodnik" za największe odkrycie festiwalu                       | Kamil Tkacz             | Wygrana   |
| 2014 | Fundacja Kino                                                                           | Nagroda im. Zbyszka Cybulskiego                                        | Dawid Ogrodnik          | Nominacja |
| 2014 | Międzynarodowy Festiwal Filmowy w Cleveland                                             | Nagroda Główna w Konkursie filmów środkowo- i wschodnioeuropejskich    | Maciej Pieprzyca        | Wygrana   |
| 2014 | Tarnowska Nagroda Filmowa                                                               | Nagroda Publiczności                                                   | Maciej Pieprzyca        | Wygrana   |
| 2014 | Międzynarodowy Festiwal Kina Niezależnego "Off Camera"                                  | Nagroda dla najlepszej aktorki w Konkursie Polskich Filmów Fabularnych | Dorota Kolak            | Wygrana   |
| 2014 | The New York Polish Film Festival                                                       | Nagroda "Ponad Granicami" im. Krzysztofa Kieślowskiego                 | Maciej Pieprzyca        | Wygrana   |
| 2014 | The New York Polish Film Festival                                                       | Nagroda im. Elżbiety Czyżewskiej dla najlepszego aktora                | Dawid Ogrodnik          | Wygrana   |
| 2014 | Festiwal Filmów Polskich "Wisła" w Moskwie                                              | Nagroda Publiczności                                                   | Maciej Pieprzyca        | Wygrana   |
| 2014 | Międzynarodowy Festiwal Filmowy w Seattle                                               | Golden Space Needle Award                                              | Dawid Ogrodnik          | Wygrana   |
| 2014 | Lubuskie Lato Filmowe                                                                   | Brązowe Grono                                                          | Maciej Pieprzyca        | Wygrana   |
| 2014 | Międzynarodowy Festiwal Filmowy Nowego Kina Europejskiego "Złota Lipa" w Starej Zagorze | Nagroda dla najlepszego aktora                                         | Dawid Ogrodnik          | Wygrana   |
| 2014 | Europejski Festiwal Filmowy "Integracja Ty i Ja"                                        | "Motyl" za najlepszy film fabularny                                    | Maciej Pieprzyca        | Wygrana   |
| 2014 | Festiwal Filmów Optymistycznych "Multimedia Happy End"                                  | Nagroda dla najlepszego profesjonalnego filmu fabularnego              | Maciej Pieprzyca        | Wygrana   |
| 2014 | Festival Internacional de Cine de Gijón                                                 | Nagroda za scenografię                                                 | Joanna Anastazja Wójcik | Wygrana   |
| 2014 | Festival Internacional de Cine de Gijón                                                 | Nagroda aktorska                                                       | Dawid Ogrodnik          | Wygrana   |